# Georg Guthrie
Georg Guthrie, född 1645 i Stockholm, död där 13 april 1705, var en svensk tulltjänsteman och bremensisk stadskommissarie.
Georg Guthrie var son till handlaren Wolter Guthrie, hans far härstammade från en skotsk adelsätt. Han blev 1664 bokhållare vid Västerviks skeppskompani och utförde även bokhållaruppdrag för andra. 1670 åtog han sig uppdraget som bokhållare för generalbokhålleriet på arrende och då generalbokhålleriet avskiljdes från kammarkollegiet 1675 blev Guthrie som kamrerare dess chef. I avsikt att införa svensk administration i de tyska provinserna blev Guthrie i januari 1681 överinspektör över tullar och licenser i Pommern med Stettin, Wismar och Mecklenburg, från april samma år även Bremen-Verden samt blev i oktober 1681 kammardirektör i bremensiska kammarverken. Han naturaliserades samma år som svensk adelsman. 1682-1685 var han stadskommissarie i Bremen-Verden.
Han kom dock i sitt arbete i konflikt med guvernören Henrik Horn af Marienborg och de tyska tjänstemännen i sina försök att införa svenska administrationsformer. När han 1685 kom över dokument som visade på oegentligheter i förvaltningen före hans tillträde som komprometterade guvernören och då kom att granska dokument som Henrik Horn tänkt använda till sitt försvar arresterades han av guvernören för majestätsbrott då agerande mot guvernören ansågs som brott mot regeringen och kungen som tillsatt honom. 
Guthrie klagade över förfarandet men fick inget stöd från kammarkollegiet, och tvingades återvända till Stockholm medan en efterträdare utsågs. Guthrie erhöll ingen ny tjänst, under sina fortsatta levnad ägnade han främst åt processer för att få upprättelse och ersättning för sitt tidigare arbete. Han torde ha avlidit utfattig.